# Urban Assault
Urban Assault est un jeu vidéo de stratégie en temps réel et de tir à la première personne développé par TerraTools et édité par Microsoft Game Studios, sorti en 1998 sur Windows. Il se déroule dans un monde post-apocalyptique. Le jeu combine des phases de tir à la première personne et des phases de stratégie dans lesquels le joueur doit développer sa base, créer des troupes et gèrer ses ressources et ses unités sur un champ de bataille. TerraTools commence à développer le jeu sur Amiga en 1995. Il est ensuite porté sous MS-DOS en 1996, puis sous Windows 95 en 1997.

## Accueil
| Urban Assault         |      |       |
| Média                 | Pays | Notes |
| Computer Gaming World | US   | 2.5/5 |
| GameSpot              | US   | 65 %  |
| Gen4                  | FR   | 5/5   |
| Jeuxvideo.com         | FR   | 16/20 |
| Joystick              | FR   | 86 %  |
| PC Zone               | UK   | 85 %  |